# Bianchini (krater)
För andra betydelser, se Bianchini.
Bianchini är en nedslagskrater på planeten Mars. Kratern är namngiven efter den italienske filosofen, astronomen och arkeologen Francesco Bianchini.
Kratern har en diameter på ungefär 70 km.